# Crnajka
Crnajka (em cirílico:Црнајка) é uma vila da Sérvia localizada no município de Majdanpek, pertencente ao distrito de Bor, na região de Timočka Krajina. A sua população era de 996 habitantes segundo o censo de 2010.

## Demografia
| 1948  | 1953  | 1961  | 1971  | 1981  | 1991  | 2002  |
| ----- | ----- | ----- | ----- | ----- | ----- | ----- |
| 1 413 | 1 460 | 1 554 | 1 343 | 1 330 | 1 256 | 1 099 |